# Iglesia de Gracia (Coímbra)

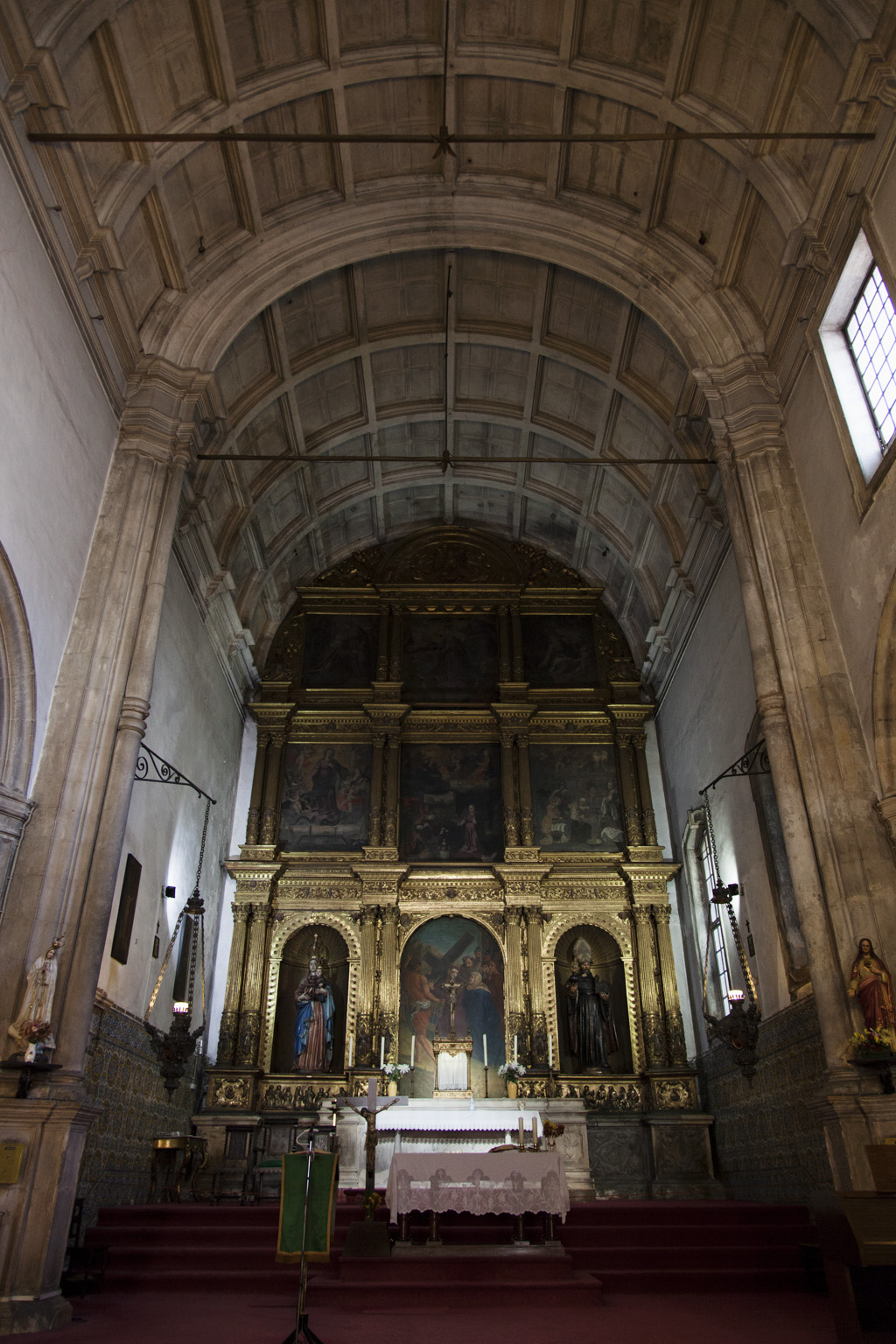
Vista del retablo mayor de la iglesia de Gracia de Coímbra.

La iglesia de Gracia de Coímbra en Portugal,(en portugués Igreja da Graça), también conocida como Colegio de Gracia (Colégio da Graça) o iglesia de Nuestra Señora de Gracia (Igreja de Nossa Senhora da Graça) es un edificio catalogado como monumento nacional e integrado en el conjunto de la Universidad de Coímbra – Alta y Sofía que está clasificado como patrimonio de la humanidad por la UNESCO. Su arquitecto fue Diego de Castillo y constituye unos de los monumento más importantes de la arquitectura renacentista en Portugal.

## Historia
En 1543, después de varios cambios de emplazamiento entre Coímbra y Lisboa, la Universidad de Coímbra se estableció de manera definitiva en esta ciudad. En ese ámbito, la orden religiosa de los agustinos fundaron en Coímbra su propio colegio universitario en 1543, bajo el mecenazgo del rey Juan III y el 11 de enero de 1543 se colocó la primera piedra de la edificación del Colegio de Gracia.
El Colegio sigue el modelo arquitectura religiosa conventual y se inserta en un plano inicial ideado por Frei Brás de Barros para la construcción de un campus universitario en la ciudad de Coímbra y seis años después se incorporó a la Universidad de Coímbra.
El claustro, que constituye el núcleo de todo el edificio, fue edificado en dos períodos distintos, en los siglos XVI y XVII y permitía la conexión de los dormitorios, comedores, espacios de estudio y templo.
A raíz del cierre dictado por la extinción de las Órdenes Religiosas en Portugal de 1834, el conjunto fue incorporado a la Hacienda Nacional portuguesa y pertenece al Ayuntamiento de Coímbra. A partir de 1836, fue utilizado como acuartelamiento militar e institución de asistencia social. En 1998 las instalaciones fueron utilizadas por la Liga de los Combatentes y por algunos servicios sociales y administrativos del Ejército y a partir de 2004, se instalaron allí distintos centros de la Universidad.